# Admirał Władywostok
Admirał Władywostok (ros. Адмирал Владивосток) – rosyjski klub hokeja na lodzie z siedzibą we Władywostoku.

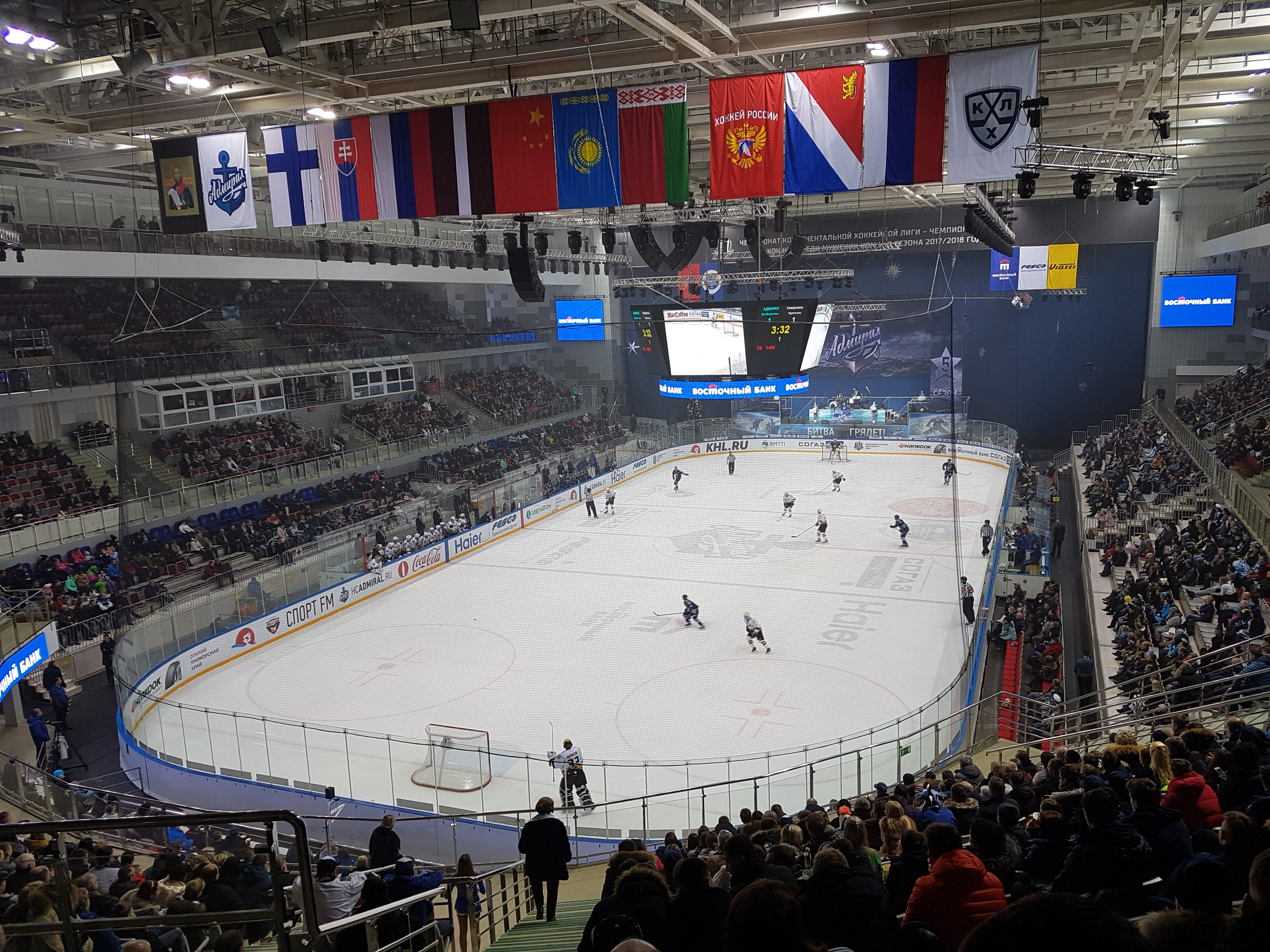
Mecz domowy Admirała (2017)

## Historia
Projekt stworzenia klubu zaistniał pierwotnie w staraniach pomysłodawców, którzy mieli na celu zgłoszenie drużyny z Władywostoku do rozgrywek. Realna możliwość włączenia przyszłego zespołu pojawiła się na początku lutego 2013, gdy poinformowano o bardziej realnym planie przyjęcia Władywostoku z racji wybudowania nowej hali w mieście, która ostatecznie ma być gotowa na wrzesień 2013 roku. Pomysł stworzenia klubu w KHL wspierali gubernator Kraju Nadmorskiego Władimir Mikłuszewski i były hokeista, a następnie deputowany z tego regionu Wiaczesław Fietisow. W drugiej połowie kwietnia 2013 prezydent ligi, Aleksandr Miedwiediew zapowiedział, że przyjęty zostanie Władywostok, który spełnia wymagania ligi. 27 kwietnia 2013 podczas wizyty we Władywostoku Miedwiediew oficjalnie potwierdził przyjęcie klubu z tego miasta do KHL od sezonu 2013/2014.
Jego prezesem został Aleksandr Mogilny, menedżerem generalnym Aleksandr Filippienko, zaś głównym sponsorem Gruppa Kompanij Summa. Po decyzji o przyjęciu Władywostoku do KHL, nowy klub nie posiadał swojej nazwy, ani kadry zawodniczej i sztabu trenerskiego. W tym czasie gubernator Mikluszewski zapowiedział, że nazwa, logo i maskotka klubu zostanie ustalone w drodze wyboru dokonanego przez mieszkańców Kraju Nadmorskiego w czerwcu 2013. 30 maja 2013 po 22 dniach głosowania internauci wybrali nazwę Admirał, która otrzymała 72% (innymi opcjami były „Kosatki” – 25% i „Forpost” – 3%).
30 kwietnia 2013 jako trener został zaanonsowany Fin Hannu Jortikka, który w następnym czasie nie podjął decyzji o objęciu funkcji. Ostatecznie został trenerem.
Władze rozgrywek KHL zorganizowały program wyboru zawodników, których udostępniły wszystkie rosyjskie kluby ligi (poza Łokomotiwem Jarosław), a klub z Władywostoku spośród zgłoszonych dokonał wyboru 17 czerwca 2013.
Lodowisko klubu zostało ukończone przed startem ligi we wrześniu 2013. W sierpniu 2013 kapitanem drużyny został Enwer Lisin. 2 grudnia 2013 trener Hannu Jortikka został zwolniony, a jego miejsce tymczasowo zajął dotychczasowy asystent Aleksandr Sieliwanow, po czym nowym trenerem został mianowany Siergiej Swietłow. W maju 2014 trenerem został Słowak Dušan Gregor, a w listopadzie 2014 Siergiej Szepielew.
Drużyną juniorską został zespół MHL Primorskie Skorpiony występujący w Mołodiożnaja Chokkiejnaja Liga. Zespołem farmerskim klubu został Mołot-Prikamje Perm w Wysszaja Chokkiejnaja Liga.
Aleksandr Mogilny był prezesem klubu do końca sezonu KHL (2014/2015). W czerwcu 2015 nowym menedżerem generalnym został Ildar Muchomietow, prezydentem Zijabudin Magomiedow, a trenerem Alaksandr Andryjeuski.
W czerwcu 2015 dyrektorem sportowym klubu został David Nemirovsky, a następnie jego asystentem Maksim Spiridonow. Ten drugi dołączył później do sztabu trenerskiego.
Następnie drużyną juniorską został zespół Sachalinskie Akuły Jużnosachalińsk występujący w Mołodiożnaja Chokkiejnaja Liga. Zespołem farmerskim klubu został Sokoł Krasnojarsk w Wysszaja Chokkiejnaja Liga. Ekipą juniorską przy klubie został MHK Tajfun.
W lipcu 2017 asystentem trenera został Ihor Czybiriew. 9 października 2017 został zwolniony główny trener, Alaksandr Andryjeuski, a jego miejsce zając dotychczasowy asystent, Fredrik Stillman. Pod koniec grudnia 2017 Aleksandr Sieliwanow objął stanowisko generalnego menedżera klubu, zastępując na posadzie Ildara Muchomietowa. W lipcu 2018 do sztabu trenerskiego wszedł Nikołaj Pronin. Od końca grudnia 2018 do połowy stycznia 2018 trenem był Andriej Razin. Później od stycznia 2018 trenerem był Oleg Leontjew. Po zakończeniu sezonu w kwietniu 2018 nowym głównym trenerem został mianowany ponownie Siergiej Swietłow.
Sieliwanow odszedł ze stanowiska menedżera generalnego początku stycznia 2019. W marcu 2020 dyrektorem sportowym w klubie został Siergiej Niemczinow.
W marcu 2020 pojawiły się informacje, zgodnie z którymi prokuratura wszczęła sprawę o fałszowanie dokumentów przeciw działaczom Admirała Władywostok: byłemu dyrektorowi generalnemu Siergiejowi Sosznikowowi i byłemu menedżerowi generalnemu klubu Aleksandrowi Sieliwanowowi, zaś potem podejrzanie o fałszowanie dokumentów w celu uzyskania nielegalnych płatności byli dyrektor generalny, dyrektor generalny i dyrektor personalny klubu Admirał. Na początku kwietnia 2020 ogłoszono, że klub rezygnuje ze zgłoszenia wniosku o uczestnictwo w sezonie KHL (2020/2021), a jako przyczyną było zawieszenie finansowania sportu drużyn sportowych przez władze Kraju Nadmorskiego podczas trwającej pandemii wirusa COVID-19 (w sezonie 2020/2021 zaplanowano rozwój zespołu juniorskiej Tajfun i zadeklarowano powrót do KHL w edycji 2021/2022). W tym samym miesiącu z pracy odszedł Niemczinow. W sierpniu 2021 głównym trenerem został ponownie Andryjeuski. Do jego sztabu weszli Igor Gorbienko, Wiktor Aleksandrow, Jurij Klucznikow. W listopadzie 2021 trener Andryjeuski opuścił posadę, a jego miejsce zajął Igor Gorbienko. Pod koniec tego miesiąca nowym szkoleniowcem został ogłoszony Leonīds Tambijevs. Jego sztabu weszli Andrejs Banada, Ajrat Kadiejkin, Jurij Klucznikow.